# Morskoj post
Morskoj post (Морской пост) è un film del 1938 diretto da Vladimir Ivanovič Gončukov.